# Інлечень
Інлечень, Інлечені (рум. Inlăceni) — село у повіті Харгіта в Румунії. Входить до складу комуни Атід.
Село розташоване на відстані 234 км на північ від Бухареста, 54 км на захід від М'єркуря-Чука, 121 км на схід від Клуж-Напоки, 94 км на північний захід від Брашова.

## Населення
За даними перепису населення 2002 року у селі проживали 187 осіб, усі — угорці. Усі жителі села рідною мовою назвали угорську.